# Aïn El Ibel
Aïn El Ibel è un comune dell'Algeria, situato nella provincia di Djelfa.